# Ballana
Ballana fou un regne situat a Núbia a uns 10 km al sud d'Abu Simbel, format per emigrants coneguts com a Grup X, cultura del grup post-meroític que va dominar Núbia des del 250 al 550. Sembla que la seva imposició no fou violenta i no es percep un trencament de la societat amb la seva arribada, si bé canvien algunes costums. Alguns experts pensen que potser eren blèmies, nòmades del desert de l'est, però altres sostenen que el Grup X estava format per gent emigrada de l'oest, els noba o nobodai. La cultura de Ballana precedeix a la cultura cristiana i se sobreposa a la cultura meroítica. El nom li fou donat per un llogaret modern avui cobert per l'aigua del llac Nasser.
Els cementiris són petits i les tombes són relativament senzilles i no hi ha elements monumentals com en els reis de Napata o Mèroe, però sí que s'han trobat algunes tombes molt ben decorades. Les tombes que s'han excavat a Ballana i Qustul presenten moltes similituds i ambdues podrien ser caps de petits regnes. Restes d'aquesta cultura s'han trobat des de Shellal, al nord, a Sesebi, al sud.
El seu monument més important és el cementiri reial descobert i explorat per Emery i Kirwan entre 1931 i 1934 tant a Ballana com a l'altre costat del riu, a Qustul, no lluny d'Abu Simbel. Quaranta tombes semblen pertànyer a reis o membres de la casa reial. Les tombes són pilons de terra molts grans (fins i tot semblaven formacions naturals del terreny) d'uns 75 m de diàmetre i 12 m d'alçada. El rei era enterrat en una cambra a l'entrada amb menjar i beguda en gerres de plata, pedres precioses, peces de bronze i objectes de valor, inclosa una corona reial. En una habitació al costat s'hi disposava l'armament, mentre la reina i els servents es troben en una altra habitació (devien ser sacrificats). També s'hi troben animals con cavalls amb els apers de plata, camells, gossos amb collars. Les tombes més grans tenien uns 70 humans sacrificats. Els objectes trobats eren sovint de l'Egipte romà d'Orient, alguns amb motius cristians; les corones portaven insígnies egípcies i meroítiques.
El túmul típic de Ballana té entre 4 i 20 m de diàmetre. Els més grans són els dels reis. La posició dels cossos és contreta i orientada al sud (en lloc de l'oest com fins aleshores).
La ceràmica de Ballana és similar a la de l'Egipte romà d'Orient, i molt diferent de la precedent de Mèroe.